# Periodo elladico
Il moderno termine archeologico elladico serve a identificare una sequenza di periodi che caratterizzano la cultura della Grecia antica continentale durante l'età del bronzo. Il termine è usato comunemente in archeologia e storia dell'arte, ed intende completare due termini paralleli: il cicladico, che identifica approssimativamente la stessa sequenza riferita all'età del bronzo egea e il minoico, riferio alla civiltà di Creta.
Lo schema si applica principalmente alla ceramica ed è un sistema di datazione relativo. La ceramica di ogni dato sito può essere ordinata tipicamente in antica, media e tarda in base allo stile e alla tecnica. La finestra di tempo complessiva permessa per il sito viene dunque divisa in questi periodi in modo proporzionale. Per quel che risulta, vi è una corrispondenza tra "antico" su tutta la Grecia, ecc. Anche alcune "date assolute" o date ottenute con metodi non-comparativi possono essere utilizzate per datare i periodi.
Le date assolute sono preferibili ogni qual volta possono essere ottenute. Tuttavia, la struttura relativa venne suddivisa prima dell'età ottenuta con la datazione del carbonio.  Generalmente solo le date relative sono ottenibili, formando così una struttura per la caratterizzazione della preistoria greca. Gli oggetti sono in genere datati dalla ceramica del sito trovata in contesti associativi. Anche altri oggetti possono essere riordinati in antico, medio e tardo, ma la ceramica, comunque, viene utilizzata come marcatore.
I tre termini Elladico, Cicladico e Minoico si riferiscono al luogo di origine. Di conseguenza gli oggetti del Medio Minoico possono essere trovati nelle Cicladi, ma non sono influenti sul Medio Cicladico. Lo schema tende ad essere meno applicabile in aree periferiche dell'Egeo, come il Levante, poiché la ceramica in questo caso potrebbe andare a imitare quella elladica o minoica ed essere per di più fabbricata localmente.

## Periodizzazione

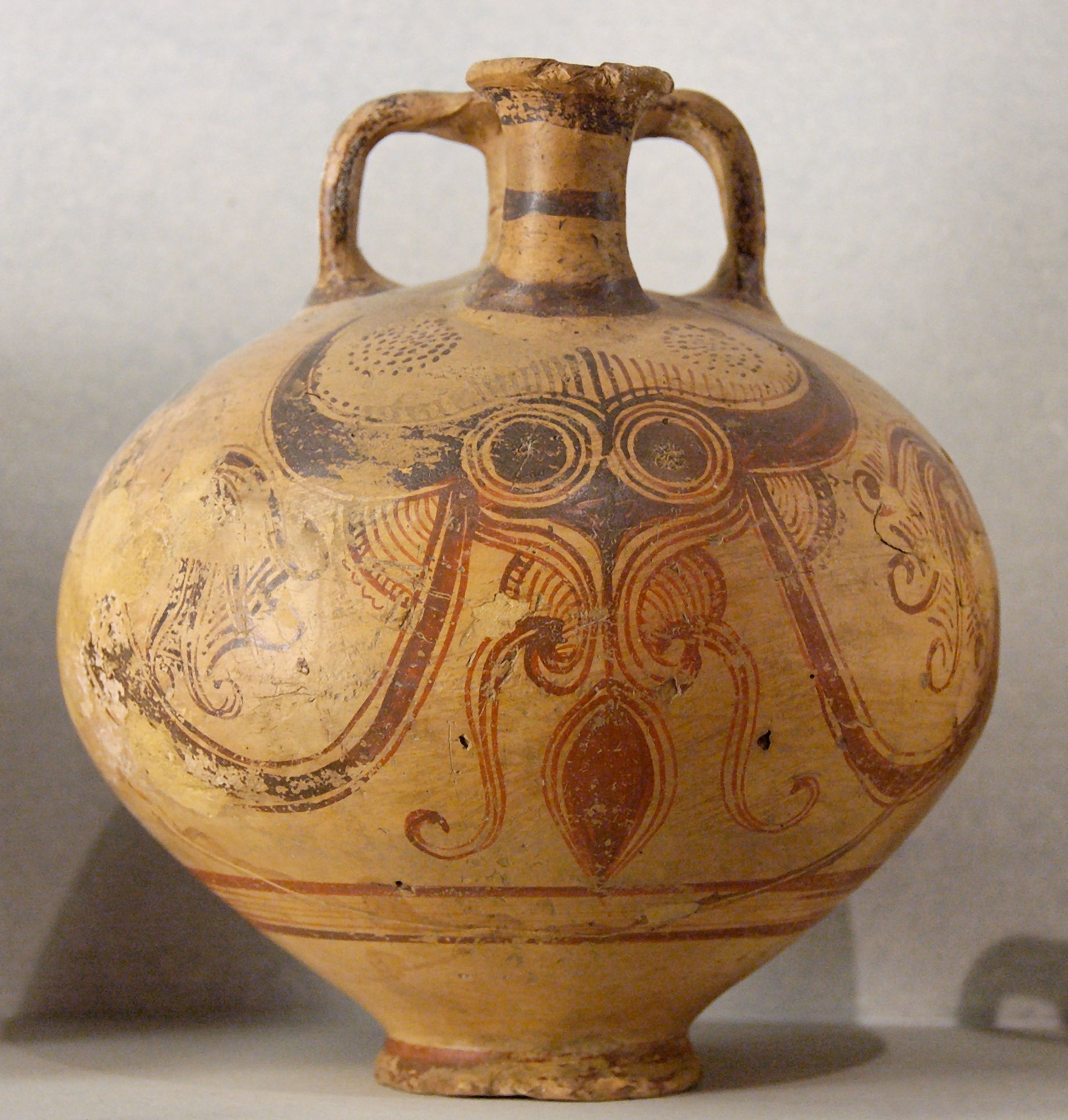
Vaso a staffa decorato con polpo, Rodi, Tardo Elladico III C1, ca 1200-1100 a.C. (Louvre).

Lo schema "antico", "medio" e "tardo" può essere applicato a livelli differenti. Piuttosto che usare tali termini incomodi (come per es. "antichissimo" o "molto antico") gli archeologi per convenzione usano I, II, III per il secondo livello; A, B, C per il terzo livello; 1, 2, 3 per il quarto livello e a, b, c per il quinto. Non tutti i livelli sono presenti in ogni sito. Se i livelli aggiuntivi sono richiesti, può essere aggiunto un altro "antico", "medio" o "tardo". Il periodo elladico viene suddiviso come segue:
| Periodo             | Datazione approssimata |
| ------------------- | ---------------------- |
| Antico Elladico I   | 2800-2500 a.C.         |
| Antico Elladico II  | 2500-2300 a.C.         |
| Antico Elladico III | 2300-2100 a.C.         |
| Medio Elladico      | 2100-1550 a.C.         |
| Tardo Elladico I    | 1550-1500 a.C.         |
| Tardo Elladico II   | 1500-1400 a.C.         |
| Tardo Elladico III  | 1400-1060 a.C.         |

## Antico Elladico (AE)
L'Antico elladico è contrassegnato dall'apparizione in Grecia di una popolazione agricola che probabilmente non parlava una lingua indoeuropea. In realtà è molto difficile comprendere l'etnia delle popolazioni preistoriche e protostoriche greche, in mancanza di sistemi di scrittura (assenti nel continente fino al medio/tardo elladico); la lingua greca (e il Miceneo), così come gli idronomi e i toponimi, dimostrano almeno tre lingue ancestrali rispetto a quelle parlate in età protostorica: almeno una non indeuropea (mediterranea), almeno una indeuropea di tipo non greco e dai forti caratteri anatolici, e infine il protogreco; senza dimenticare prestiti levantini, spiegabili anche per il commercio e il contributo culturale continuo con paesi di lingua afrosemita. La data di arrivo di queste popolazioni in Grecia, specie di quelle di lingua indeuropea anatolica e protogreca, è dibattuta e, allo stato attuale, inconoscibile. La sostanziale continuità e omogeneità delle culture materiali preistoriche dell'età del bronzo continentale greche non esclude che popolazioni con lingue differenti convivessero in Grecia, così come ancora accadeva in epoca storica a Creta e in diverse isole del nord Egeo (Lemnos), mentre i Peoni, indoeuropei, abitavano ai confini della Macedonia da tempi immemorabili, e, presumibilmente, dominavano uno spazio molto più ampio in precedenza (e con una cultura materiale non molto dissimile da quella dei Tessali arcaici). La mitologia greca ricorda diverse popolazioni (Lelegi, Pelasgi, Lapiti, Mini, Sintii, Feaci, Cureti, Abanti, Telchini ecc., forse non tutti questi nomi corrispondono a un popolo ma a un gruppo tribale/dialettale, inoltre la mitologia fa spesso riferimento ai Fenici e a immigrazioni dall'Egitto e dal Levante); i Mini furono identificati con le popolazioni del medio elladico, ma senza alcuna base linguistica o storica ("Derivare i nomi etnici dagli stili della ceramica è una delle abitudini più deplorevoli in archeologia," affermava F. J. Tritsch nel 1974).
Molto poco si conosce di questa (o queste) società, eccetto il fatto che le tecniche di base della lavorazione del bronzo furono dapprima sviluppate in Anatolia, e furono comunque mantenuti i contatti culturali con l'Anatolia occidentale. La loro apparizione coincide con l'inizio dell'età del bronzo in Grecia. Il periodo dell'antico elladico corrisponde al tempo dell'Antico Regno in Egitto. I siti importanti dell'Antico Elladico sono raggruppati sulle rive egee della Grecia continentale, in Beozia e Argolide (Lerna, Pefkakia, Tebe, Tirinto) o sulle isole come Egina (Kolonna) ed Eubea (Lefkandi, Manika) e sono contrassegnati da ceramica che mostra influenze anatoliche occidentali e dall'introduzione della versione del tornio da vasaio veloce. La grande "casa lunga" chiamata mégaron viene introdotta nell'AE II. L'infiltrazione di modelli culturali dall'Anatolia non fu accompagnata dalla vasta distruzione del sito. Nessun materiale simile dell'Antico Elladico è stato ancora positivamente identificato all'interno del Peloponneso.

### Antico Elladico I (AEI)
L'Antico Elladico I, periodo noto anche come "cultura di Eutresis" è caratterizzato dalla presenza di ceramiche rosse e brunite a Korakou e altri siti (erano tuttavia molto rari in questo periodo gli oggetti di metallo). In termini di ceramiche e modelli di insediamento, c'è una considerevole continuità tra il periodo AEI e il precedente periodo finale del Neolitico; i cambiamenti nell'ubicazione degli insediamenti durante il periodo AEI sono attribuiti a variazioni nelle pratiche economiche.

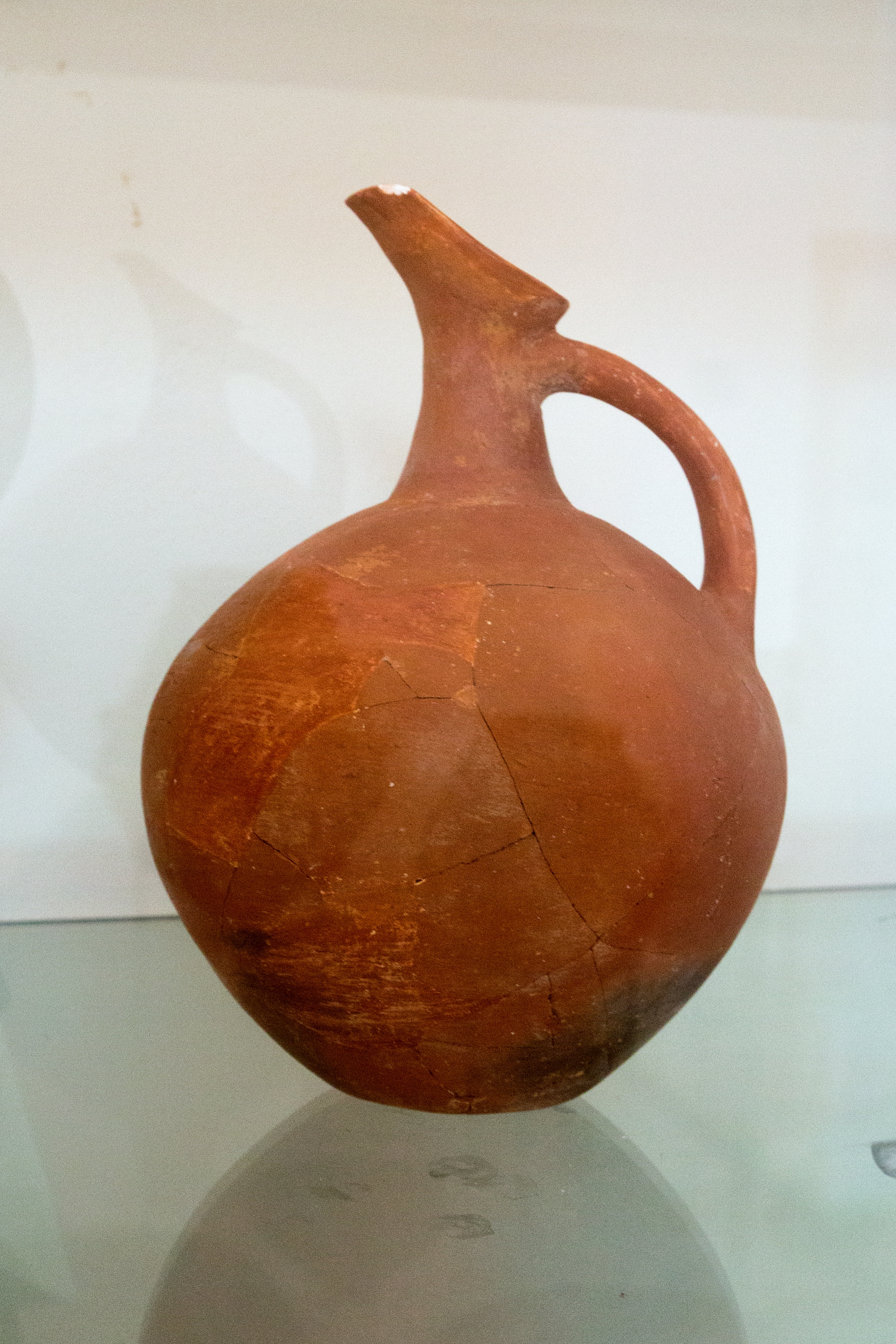
Esempio di vaso Antico Elladico II

### Antico Elladico II (AEII)
La transizione fra l'Antico Elladico I e l'Antico Elladico II avvenne rapidamente e senza rotture di continuità nel momento in cui furono sviluppate molteplici innovazioni socio-culturali come la metallurgia (es. lavorazione del bronzo), le fortificazioni e l'architettura monumentale. I cambiamenti insediativi durante il periodo AEII furono accompagnati da alterazioni nelle pratiche agricole (es. aratro trainato da buoi).

### Antico Elladico III (AEIII)
Il periodo dell'Antico Elladico II finì con la distruzione della "Casa di Campagna", una casa a corridoio. La natura della distruzione dei siti AEII fu inizialmente attribuita a un'invasione di Greci e/o indo-europei durante il periodo Antico Elladico III; tuttavia non si pensa più così per via della mancanza di uniformità nella distruzione dei siti AEII e della presenza di una continuità AEII-AEIII-ME in insediamenti quali Lithares, Phlius, Manika, ecc. Inoltre, la presenza di elementi culturali nuovi/intrusivi come case absidali, ancore di terracotta, tumuli rituali e sepolture intramurali precedono il periodo AEIII e sono attualmente attribuiti a sviluppi indigeni (es. le ancore di terracotta in Beozia, i tumuli rituali ad Ayia Sophia in Tessaglia), così come ai continui contatti tra la Grecia continentale e altre regioni quali l'Asia Minore, le Cicladi, l'Albania e la Dalmazia. Sembra che anche i cambiamenti climatici abbiano contribuito alla significativa trasformazione culturale della Grecia tra il periodo AEII e l'AEIII (attorno al 2200 a.C.)

## Medio Elladico (ME)
In Grecia, il periodo del Medio Elladico inizia con l'apparizione su vasta scala della ceramica minia, che può non essere direttamente relazionata al popolo che gli antichi storici greci chiamavano Mini; un gruppo di ceramica monocroma lucidata proveniente da siti del Medio Elladico (e AE III) venne convenzionalmente qualificata come ceramica "minia" dallo scopritore di Troia Heinrich Schliemann. Fino al 1960 circa, la ceramica minia grigia era spesso identificata come la ceramica degli invasori nordici che distrussero la civiltà dell'Antico Elladico, nel 1900 a.C. ca., introducendo la cultura materiale del Medio Elladico nella penisola greca; gli scavi a Lerna hanno rivelato che lo sviluppo degli stili di porcellana sono stati continui. In generale, le decorazioni della ceramica dipinta sono rettilinee e astratte fino al Medio Elladico III, quando le influenze cicladiche e minoiche ispirarono una varietà di motivi curvilinei e anche realistici (ovvero rappresentanti la realtà).
Il periodo del Medio Elladico corrisponde cronologicamente al Medio Regno d'Egitto. Gli insediamenti tendevano sempre più ad avvicinarsi e ad essere situati sulle sommità di colline. I siti del Medio Elladico sono localizzati in tutto il Peloponneso e la Grecia centrale (inclusi i siti all'interno dell'Etolia come Thermon) fino ad arrivare alla valle del fiume Spercheios. Malthi in Messenia è il solo sito del Medio Elladico ad essere stato interamente scavato, ma quello di Lerna V sarà il sito tipo, quando esso verrà pubblicato (Rutter).

## Tardo Elladico (TE)
Il Tardo Elladico corrisponde alla fioritura della Grecia micenea, sotto le nuove influenze della Creta minoica e delle Cicladi. I ceramisti del TE talvolta incisero le loro opere con caratteri sillabici in lineare B, decifrata come greco. Il TE viene diviso in I, II, e III; di cui I e II si sovrappongono alla ceramica del Tardo Minoico mentre il III lo supera. Il TE III viene ulteriormente suddiviso in IIIA, IIIB e IIIC. La tabella sottostante fornisce le date approssimate delle fasi del Tardo Elladico (TE) riguardanti la Grecia continentale.
| Periodo         | Data approssimata |
| --------------- | ----------------- |
| TEI             | 1550-1500 a.C.    |
| TEIIA           | 1500-1450 a.C.    |
| TEIIB           | 1450-1400 a.C.    |
| TEIIIA1         | 1400-1350 a.C.    |
| TEIIIA2         | 1350-1300 a.C.    |
| TEIIIB1         | 1300-1230 a.C.    |
| TEIIIB2         | 1230-1190 a.C.    |
| TEIIIC (Antico) | 1190-1130 a.C.    |
| TEIIIC (Medio)  | 1130-1090 a.C.    |
| TEIIIC (Tardo)  | 1090-1060 a.C.    |
| Post-miceneo    | 1060-1000 a.C.    |
| Protogeometrico | 1000 a.C.         |

### Tardo Elladico I (TEI)
La ceramica del TEI è nota per la sua abbondanza nelle tombe a pozzetto di Lerna e gli insediamenti di Voroulia e Nichoria (Messenia), Ayios Stephanos, (Laconia) e Korakou. Furumark divise il TE nelle fasi A e B, ma il TEIB di Furumark è stato riassegnato al TEIIA da Dickinson. Alcune recenti date fornite dal C-14 riguardanti il sito di Tsoungiza a nord di Micene indicano che il TEI andrebbe datato in un arco di tempo che va da 1675/1650 a.C. al 1600/1550 a.C., il quale è più antico delle date assegnate tradizionalmente di circa 100 anni. Anche l'Eruzione di Thera accadde durante il TEI (e il TCI e il TMIA), oggi datata al 1650-1625 a.C.
Non reperita a Thera, ma estesa nel tardo TEI dalla Messenia (e quindi verosimile che incominci dopo l'eruzione), è una cultura materiale nota come "TEI peloponnesiaca". Questa è caratterizzata dalle "alte tazze imbutifomi di Keftiu di tipo III"; "piccole forme chiuse come brocche decorate con anelli incisi ('racchette') o semplici spirali"; "motivi luminosi dipinti con figure scure su fondo chiaro", che "includono i piccoli tipi di spirali semplici collegate come una varietà di spirale a uncino o a onda (con o senza piccoli punti), forme di anelli incisi e doppia ascia, e file supplementari di piccoli punti e singole o doppie linee ondeggianti"; non escluso il "modello a onda" sulle tazze di "Keftiu". Queste innovazioni locali continuarono negli stili del TEIIA in tutta la Grecia continentale.

### Tardo Elladico II (TEII)
La descrizione del TEIIA è principalmente basata sul materiale proveniente da Kourakou. Le forme domestiche e palaziali sono distinte. Ci sono forti collegamenti tra il TEIIA e il TMIB. Il TEIIB inizia prima della fine del TMIB, e vede un diminuzione delle influenze cretesi. I ritrovamenti del solo TEIIB sono rari e vengono da Tirinto, Asine e Korakou. Le date del C-14 controllate a Tsoungiza indicano che il TEII debba essere datato nell'arco di tempo compreso tra 1600/1550 e 1435/1405 a.C., il cui inizio è più antico di quello assegnato tramite ceramica di circa 100 anni, ma la cui fine corrisponde quasi alla fine di questa fase ceramica. In Egitto, i periodi del TEII corrispondono all'inizio del suo periodo "imperiale", da Hatshepsut a Thutmose III.

### Tardo Elladico III (TEIII)

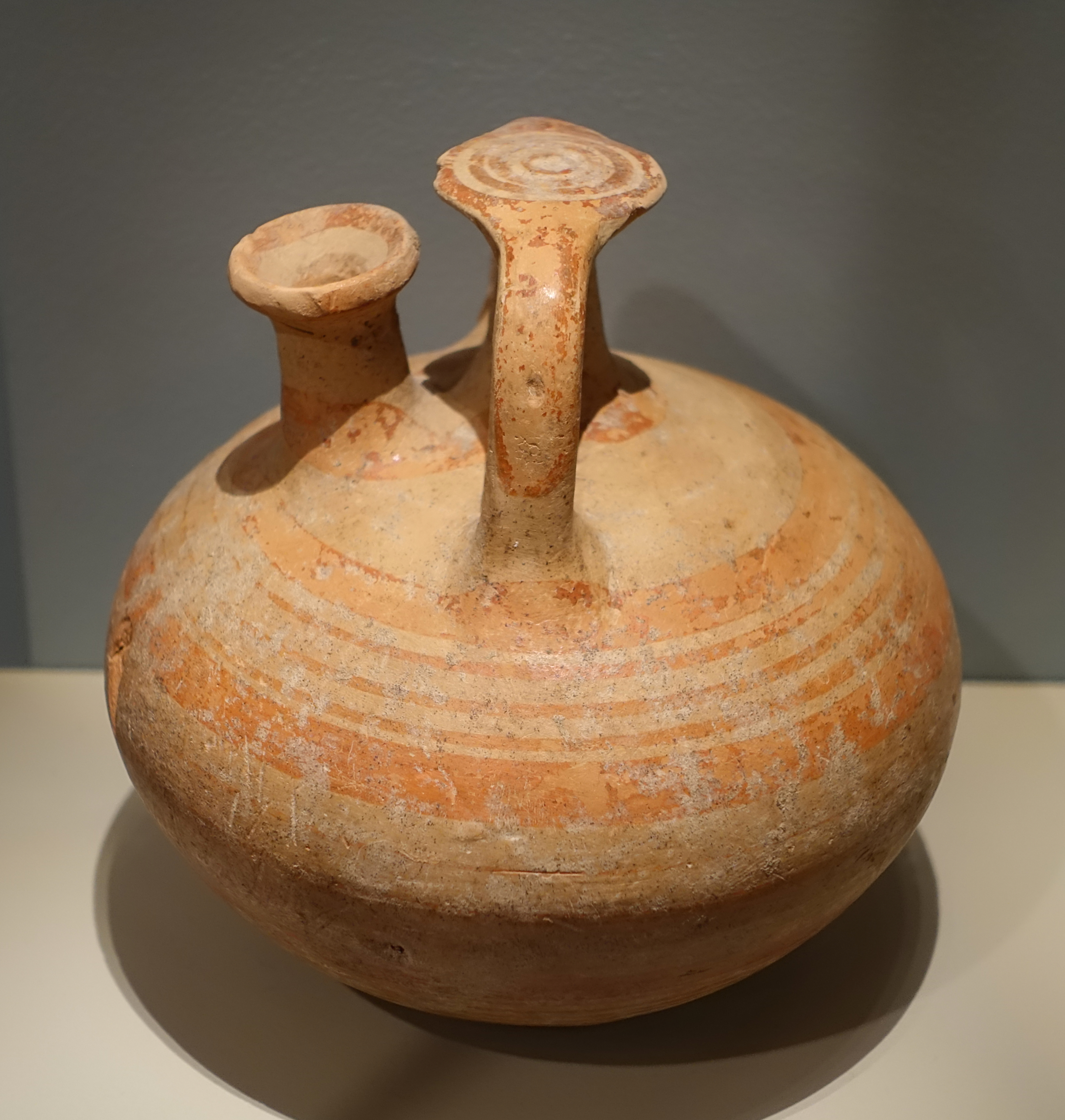
Vaso Tardo Elladico III

Il TEIII e il TMIII sono contemporanei. Verso il TMIIIB, la ceramica non elladica dell'Egeo cessa di essere omogenea; nella misura in cui il TMIIIB differisce dall'Elladico, andrebbe presa più in considerazione una variante "post-minoica" del TEIIIB.
La ceramica uniforme e largamente diffusa del TEIIIA:1 venne descritta a partire dai ritrovamenti nella "casa della rampa" a Micene, dai palazzi a Tebe (adesso datati al TEIIIA:2 o TEIIIB dalla maggior parte dei ricercatori) e Triada a Rodi. C'è materiale ad Asine, Atene (pozzi), Sparta (Menelaion), Nichoria e nel Bothrosd'Atreo, come pure i cocci racchiusi sotto il Dromos del tesoro di Atreo a Micene. Le date del C-14 per Tsoungiza indicano che il TEIIIA:1 sarebbe leggermente più antico della fase della ceramica, 1435/1406 a.C. a 1390/1370 a.C., ma comunque di meno di 50 anni. La ceramica del TEIIIA:1 è stata trovata anche nel sito di Maşat Höyük nell'Anatolia ittita.
La ceramica del TEIIIA:2 segna un'espansione micenea che copre la maggior parte del Mediterraneo orientale. Ci sono molte nuove forme. I motivi della ceramica dipinta continuano dal TEIIIA:1 ma appaiono molto standardizzati. In Egitto, il sito di Amarna presenta ceramica del TEIIIA:1 durante il regno di Amenhotep III e ceramica del TEIIIA:2 durante quello di suo figlio Akhenaton; vi si trova anche ceramica degli inizi del TEIIIB. La ceramica del TEIIIA:2 era a bordo dell'Uluburun, che affondò nel XIV secolo a.C. D'altra parte, le date relative a Tsoungiza sono più antiche, da 1390/1370 a 1360/1325; ma esiste anche la ceramica del TEIIIA:2 in uno strato incendiato di Mileto risalente all'inizio del regno di Mursilis II e quindi alcuni anni prima dell'eclissi di Mursili nel 1312 a.C. Il periodo di transizione tra il IIIA e il IIIB inizia non molto dopo il 1320 a.C. (Cemal Pulak suppone prima del 1295 a.C.).
La definizione di TEIIIB di Furumark era principalmente basata sui reperti delle tombe e il materiale dell'insediamento di Zygouries. Esso è stato diviso in due sotto-fasi da Elizabeth B. French, in base ai reperti di Micene e le mura occidentali di Tirinto. I ritrovamenti del TEIIIB:2 sono sparsi, dato che la ceramica dipinta è rara nelle tombe e anche molti insediamenti di questo periodo finirono con l'essere distrutti, lasciando soltanto pochi vasi interi.
La ceramica del TEIIIB viene associata, nei palazzi della Grecia continentale, agli archivi della Lineare B. (La Lineare B fu in uso a Creta fin dal Tardo Minoico II). Il limite di demarcazione TEIIIA/B proposto da Pulak renderebbe il periodo del TEIIIB contemporaneo a quello che nell'Anatolia ittita segue l'eclissi di Mursili; alla XIX dinastia in Egitto, nota anche come la Ramesside; e all'influenza dell'Assiria su Mitanni, nella Mesopotamia settentrionale. La fine del TEIIIB viene associata con la distruzione di Ugarit, le cui rovine ne contengono gli ultimi esempi. La data di Tsoungiza per la fine del TEIIIB è 1200/1190 a.C. Il TEIIIC, dunque, è adesso comunemente ritenuto iniziare durante il regno della regina Tausert. Il TEIIIC è stato diviso in TEIIIC:1 e 2 da Furumark, basandosi sui reperti delle tombe di Micene, Asine, Cefalonia e Rodi. Negli anni '60, gli scavi della Cittadella a Micene e a Lefkandi nell'Eubea rivelarono oggetti pluristratificati che dimostrano una grande variabilità locale nel TEIIIC, specialmente nelle fasi più tarde. La ceramica del tardo TEIIIC è stata trovata nello strato VIIa di Troia e in pochi esemplari a Tarsus (in Cilicia). Essa veniva prodotta anche localmente negli insediamenti filistei di Gaza, Ascalona, Gat, Ekron e Ashdod.

## Suddivisioni storiche tra i popoli vicini
| Epoca | Grecia continentale        | Creta                                      | Cicladi              | Egitto                                            |
| ----- | -------------------------- | ------------------------------------------ | -------------------- | ------------------------------------------------- |
|       | Antico Elladico I          | Antico Minoico I                           | Antico Cicladico I   | Periodo Proto-dinastico (I e II dinastia)         |
|       | Antico Elladico I          | Antico Minoico II                          | Antico Cicladico II  | Periodo Proto-dinastico (I e II dinastia)         |
|       | Antico Elladico II         | Antico Minoico II                          | Antico Cicladico II  | Antico Regno (III - VIII dinastia)                |
|       | Antico Elladico II         | Antico Minoico II                          | Antico Cicladico II  | Antico Regno (III - VIII dinastia)                |
|       | Antico Elladico II         | Antico Minoico II                          | Antico Cicladico II  | Antico Regno (III - VIII dinastia)                |
|       | Antico Elladico II         | Antico Minoico III                         | Antico Cicladico III | Antico Regno (III - VIII dinastia)                |
|       | Antico Elladico III        | Antico Minoico III                         | Antico Cicladico III | Antico Regno (III - VIII dinastia)                |
|       | Medio Minoico IA           | Primo periodo tradizionale (IX-X dinastia) | Antico Cicladico III |                                                   |
|       | Medio Minoico IA           | Primo periodo tradizionale (IX-X dinastia) | Antico Cicladico III | Medio Elladico I                                  |
|       | Medio Elladico II          | Medio Minoico IB                           | Medio Cicladico      | Regno medio (XI-XII dinastia)                     |
|       | Medio Elladico II          | Medio Minoico IIA                          | Medio Cicladico      | Regno medio (XI-XII dinastia)                     |
|       | Medio Elladico II          | Medio Minoico IIB                          | Medio Cicladico      | Regno medio (XI-XII dinastia)                     |
|       | Medio Elladico III         | Medio Minoico IIIA-IIIB                    | Medio Cicladico      | Regno medio (XI-XII dinastia)                     |
|       | Medio Elladico III         | Medio Minoico IIIA-IIIB                    | Medio Cicladico      | Secondo periodo tradizionale (XIII-XVII dinastia) |
|       | Tardo Elladico I           | Tardo Minoico IA                           | Tardo Cicladico I    |                                                   |
|       | Tardo Elladico I           | Tardo Minoico IA                           | Tardo Cicladico I    |                                                   |
|       | Tardo Elladico IIA         | Tardo Minoico IB                           | Tardo Cicladico II   |                                                   |
|       | Tardo Elladico IIB         | Tardo Minoico II                           | Tardo Cicladico II   | Nuovo regno (XVIII dinastia)                      |
|       | Tardo Elladico IIIA1       | Tardo Minoico IIIA1                        | Tardo Cicladico III  | Nuovo regno (XVIII dinastia)                      |
|       | Tardo Elladico IIIA2       | Tardo Minoico IIIA2                        | Tardo Cicladico III  | Nuovo regno (XVIII dinastia)                      |
|       | Tardo Elladico IIIB1       | Tardo Minoico IIIB                         | Tardo Cicladico III  | Nuovo regno (XIX dinastia)                        |
|       | Tardo Elladico IIIB2       | Tardo Minoico IIIB                         | Tardo Cicladico III  | Nuovo regno (XIX dinastia)                        |
|       | Tardo Elladico IIIC antico | Tardo Minoico IIIC                         | Tardo Cicladico III  | Nuovo regno (XX dinastia)                         |
|       | Tardo Elladico IIIC medio  | Tardo Minoico IIIC                         | Tardo Cicladico III  | Nuovo regno (XX dinastia)                         |
|       | Tardo Elladico IIIC tardo  | Tardo Minoico IIIC                         | Tardo Cicladico III  | Nuovo regno (XX dinastia)                         |
|       | Submiceneo                 | Subminoico                                 | Tardo Cicladico III  | Nuovo regno (XX dinastia)                         |

## Popolazione
Le analisi multivariate dei dati craniometrici derivanti dal materiale scheletrico elladico indicano una forte omogeneità morfologica nei campioni osteologici dell'età del bronzo, smentendo l'ipotesi dell'afflusso di popolazioni straniere nei periodi dell'Antico e del Medio Elladico; in ultima analisi, gli abitanti dell'età del bronzo della Grecia continentale rappresentano una singola e omogenea popolazione di provenienza mediterranea.